# Robinia
Robinia este un gen de plante din familia Fabaceae, subfamilia Faboideae.

## Toxicitate
Toate speciile produc lectine toxice, cu excepția florilor. Florile sunt folosite ca ceai, și în clătite.
Florile robinia sunt consumate ca biscuiți în multe părți ale Europei.

## Specii
(*: nu sunt acceptate de toate autoritățile)
- Robinia boyntonii *
- Robinia elliottii *
- Robinia hartwegii * (R. viscosa var. hartwegii)
- Robinia hispida
- Robinia kelseyi *
- Robinia luxurians *
- Robinia nana *
- Robinia neomexicana
- Robinia pseudoacacia (salcâm)
- Robinia viscosa

### Hibrizi
- Robinia × ambigua - R. pseudoacacia × R. viscosa
- Robinia × holdtii - R. neomexicana × R. pseudoacacia
- Robinia × longiloba - R. hispida × R. viscosa
- Robinia × margarettiae - R. hispida × R. pseudoacacia

## Legături externe
- „Robinia” în Dicționar dendrofloricol la DEX online